# Osmoxylon ellipsoideum
Osmoxylon ellipsoideum là một loài thực vật thuộc họ Araliaceae. Đây là loài đặc hữu của Papua New Guinea.